# Dòmhnall Ruadh Phàislig
Dòmhnall Ruadh Mac an t-Saoir, dit Dòmhnall Ruadh Phàislig ou Bàrd Phàislig (barde de Paisley), ou Donald Macintyre pour les anglophones, est un sonneur et barde gael originaire de Snaoiseabhal, sur l'île d'Uibhist a Deas (South Uist en anglais), né en 1889 et mort à Pàislig (Paisley en anglais) en 1964.
Il est l'auteur de l'Òran na cloiche (le Chant de la pierre), un célèbre chant populaire qui évoque comment le jour de Noël 1950, à l'Abbaye de Westminster, des étudiants écossais ont dérobé la Pierre du destin pour la rendre à leur pays.

## Biographie
Dòmhnall Ruadh Mac an t-Saoir quitte l'école à quatorze ans, mais il est probable qu'il était habile et savait tirer parti de ce qu'il y avait appris, notamment l'abondante tradition orale de sa terre natale, en particulier celle que sa mère lui avait transmise. 
Il apparait dans la comptabilité du Tribunal de Loch nam Madadh alors qu'il n'a pas encore vingt ans. Il y représente des crofters de l'île d'Uibhist a Deas face à Lady Gordon Cathcart, une propriétaire terrienne qui essaie de les obliger à obtenir une autorisation avant de pouvoir avoir des chiens. Toutefois, pour Donald et les crofters, le jour est venu et il en fait une chanson pour se souvenir de l'affaire.
Dòmhnall Ruadh Mac an t-Saoir a plus d'une corde à son arc. À Uibhist, il est mason et pêcheur. Pendant un temps, il est aussi installateur de lignes téléphoniques. 
Encore jeune, il s'engage dans le régiment des Camshronach en tant que sonneur. Il quitte l'armée avant la Grande Guerre, mais il est tout de même présent en France comme sonneur au côté de son régiment. 
Dans les années 1930, il rencontre Màiri NicIllFhaolain, elle aussi originaire d'Uibhist a Deas. Ils décident de se marier et quittent finalement les Hébrides pour s'installer à Pàislig. Ensemble, ils ont quatre enfants à qui ils transmettent le gaélique. C'est à partir de cette période que Dòmhnall Ruadh Phàislig compose la majorité de ses chansons. Il y aborde de nombreux thèmes qui comparent la vie à Uibhist et celle de Glasgow, mais bien d'autres encore.
Il est enterré au cimetière d'Hawkhead, à Pàislig.

## Œuvre et distinctions
Dòmhnall Ruadh Phàislig a traduit en gaélique certains poèmes de Robert Burns, par exemple Tam O Shanter et The Twa Dugs. Ruaraidh MacThòmais considérait ces traductions comme des références.
Lors l'édition 1938 du Mòd, Dòmhnall Ruadh Phàislig a remporté titre de Barde de la Comunn Gàidhealach (l'Association gaëlle). 
Ses œuvres poétiques sont publiées en 1968 par la Comann Litreachas Gàidhlig na h-Alba (l'Association de littérature gaélique d'Écosse).